# Благнене, Бронислава-Ангонита Методо
Бронисла́ва-Ангони́та Мето́до Благне́не (род. 1933) — литовская советская учительница, депутат Верховного Совета СССР.

## Биография
Родилась в 1933 году. Литовка. Беспартийная. Образование высшее — окончила Вильнюсский государственный университет.
С 1957 года, по окончании университета — учительница Кретингской средней школы, Кретингский район Литовской ССР.
Депутат Совета Национальностей Верховного Совета СССР 9 созыва (1974—1979) от Кретингского избирательного округа № 240 Литовской ССР.